# Saint-Paul (Vosges)
Pour les articles homonymes, voir Saint-Paul.
Saint-Paul est une commune française située dans le département des Vosges en région Grand Est.
Ses habitants sont appelés les Pauliniens.

## Géographie

### Géologie et relief
La commune se compose de 29,91 hectares de territoires artificialisés (6,05 %), 423,83 hectares de territoires agricoles (85,80 %) et 40,12 hectares de forêts et milieux semi-naturels (8,12 %).

### Hydrographie et les eaux souterraines
Hydrogéologie et climatologie : Système d’information pour la gestion des eaux souterraines du bassin Rhin-Meuse :
Territoire communal : Occupation du sol (Corinne Land Cover); Cours d'eau (BD Carthage),
Géologie : Carte géologique; Coupes géologiques et techniques,
 Hydrogéologie : Masses d'eau souterraine; BD Lisa; Cartes piézométriques.
La commune est située dans le bassin versant de la Meuse au sein du bassin Rhin-Meuse. Elle est drainée par la ruisseau la Vraine, le ruisseau de Biecene, le ruisseau de Chanot-Fontaine et le ruisseau de Larosoire,.
La Vraine, d'une longueur totale de 22,9 km, prend sa source dans la commune de Domjulien et se jette dans le Vair à Removille, face à Vouxey, après avoir traversé dix communes.

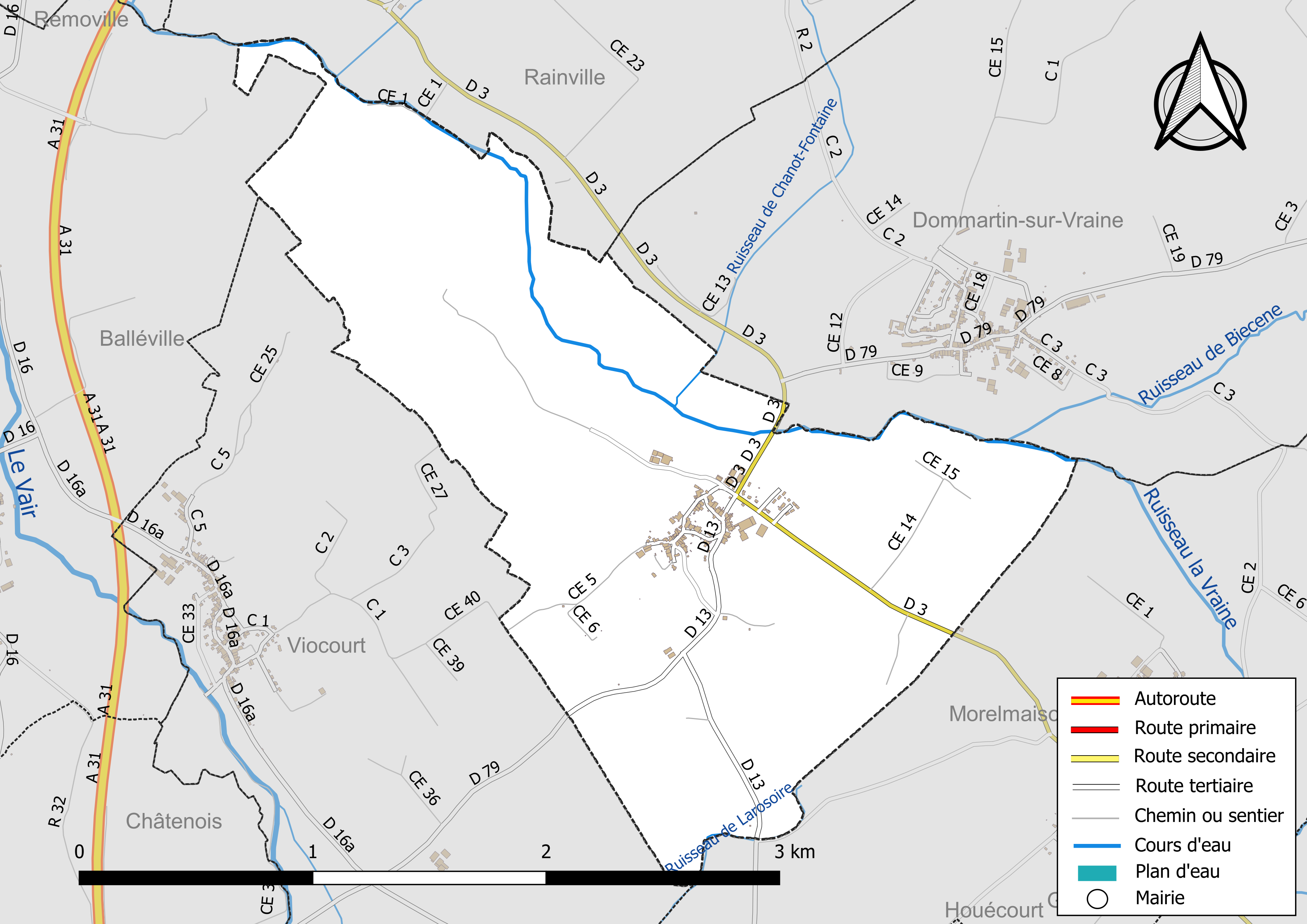
Réseaux hydrographique et routier de Saint-Paul.

La qualité des cours d’eau peut être consultée sur un site dédié géré par les agences de l’eau et l’Agence française pour la biodiversité.

### Climat
Pour des articles plus généraux, voir Climat du Grand Est et Climat des Vosges.
En 2010, le climat de la commune est de type climat des marges montargnardes, selon une étude du Centre national de la recherche scientifique s'appuyant sur une série de données couvrant la période 1971-2000. En 2020, Météo-France publie une typologie des climats de la France métropolitaine dans laquelle la commune est exposée à un climat océanique altéré et est dans la région climatique  Lorraine, plateau de Langres, Morvan, caractérisée par un hiver rude (1,5 °C), des vents modérés et des brouillards fréquents en automne et hiver. 
Pour la période 1971-2000, la température annuelle moyenne est de 9,5 °C, avec une amplitude thermique annuelle de 16,9 °C. Le cumul annuel moyen de précipitations est de 885 mm, avec 12,3 jours de précipitations en janvier et 9,3 jours en juillet. Pour la période 1991-2020, la température moyenne annuelle observée sur la station météorologique de Météo-France la plus proche, « Rollainville », sur la commune de Rollainville à 12 km à vol d'oiseau, est de 10,3 °C et le cumul annuel moyen de précipitations est de 860,3 mm. 
La température maximale relevée sur cette station est de 39,6 °C, atteinte le 25 juillet 2019 ; la température minimale est de −18,2 °C, atteinte le 20 décembre 2009,,. 
Les paramètres climatiques de la commune ont été estimés pour le milieu du siècle (2041-2070) selon différents scénarios d'émission de gaz à effet de serre à partir des nouvelles projections climatiques de référence DRIAS-2020. Ils sont consultables sur un site dédié publié par Météo-France en novembre 2022.

## Urbanisme

### Typologie
Au 1er janvier 2024, Saint-Paul est catégorisée commune rurale à habitat dispersé, selon la nouvelle grille communale de densité à sept niveaux définie par l'Insee en 2022.
Elle est située hors unité urbaine et hors attraction des villes,.

### Occupation des sols
L'occupation des sols de la commune, telle qu'elle ressort de la base de données européenne d’occupation biophysique des sols Corine Land Cover (CLC), est marquée par l'importance des territoires agricoles (85,7 % en 2018), en diminution par rapport à 1990 (91,7 %). La répartition détaillée en 2018 est la suivante : 
prairies (56,7 %), terres arables (27,9 %), forêts (8,3 %), zones urbanisées (6,1 %), zones agricoles hétérogènes (1,1 %). L'évolution de l’occupation des sols de la commune et de ses infrastructures peut être observée sur les différentes représentations cartographiques du territoire : la carte de Cassini (XVIIIe siècle), la carte d'état-major (1820-1866) et les cartes ou photos aériennes de l'IGN pour la période actuelle (1950 à aujourd'hui).

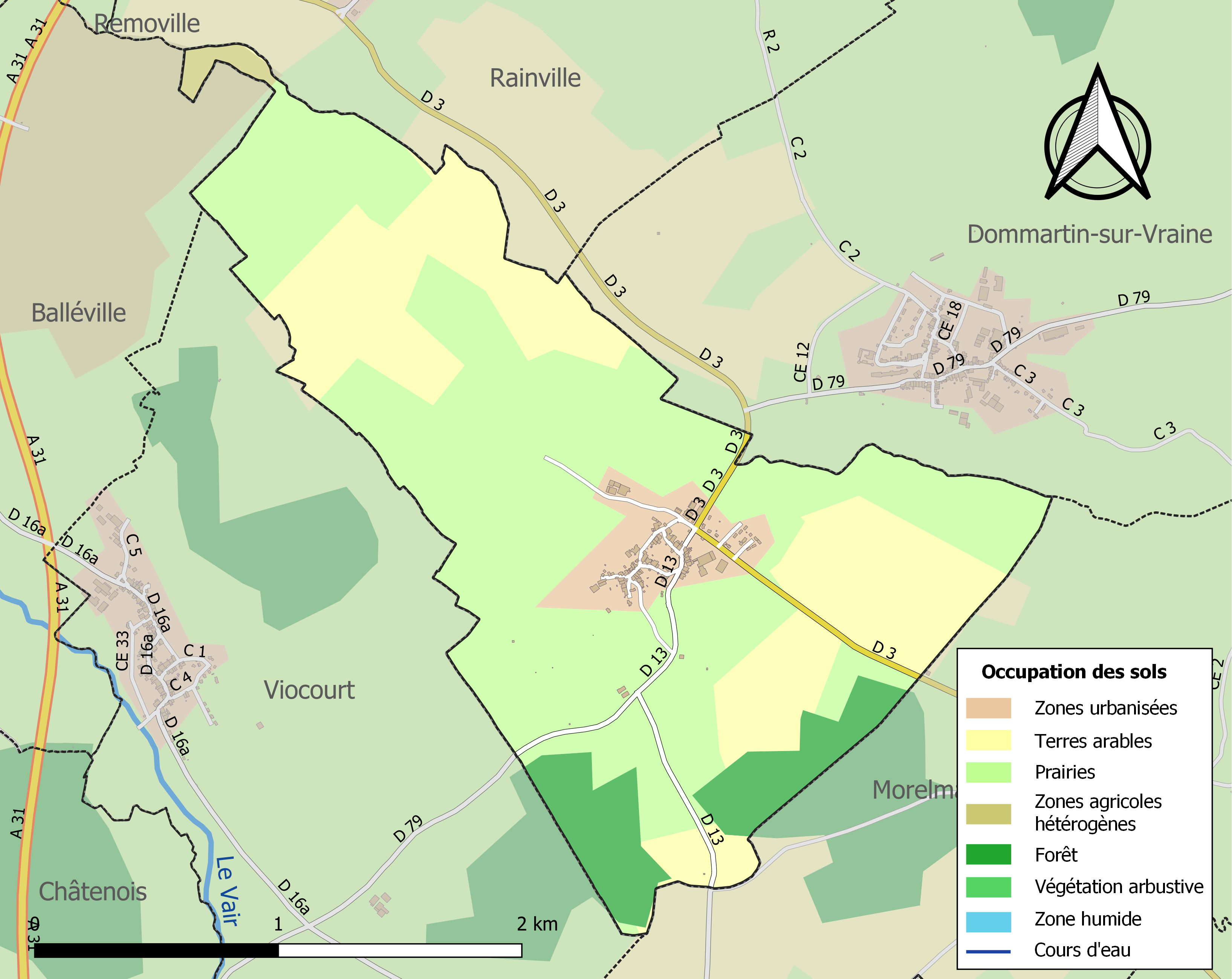
Carte des infrastructures et de l'occupation des sols de la commune en 2018 (CLC).

### Voies de communications et transports

#### Voies routières
- A31 (aussi appelée autoroute de Lorraine-Bourgogne). Échangeur Châtenois, Bulgnéville, Colombey-les-Belles.

#### Transports en commun

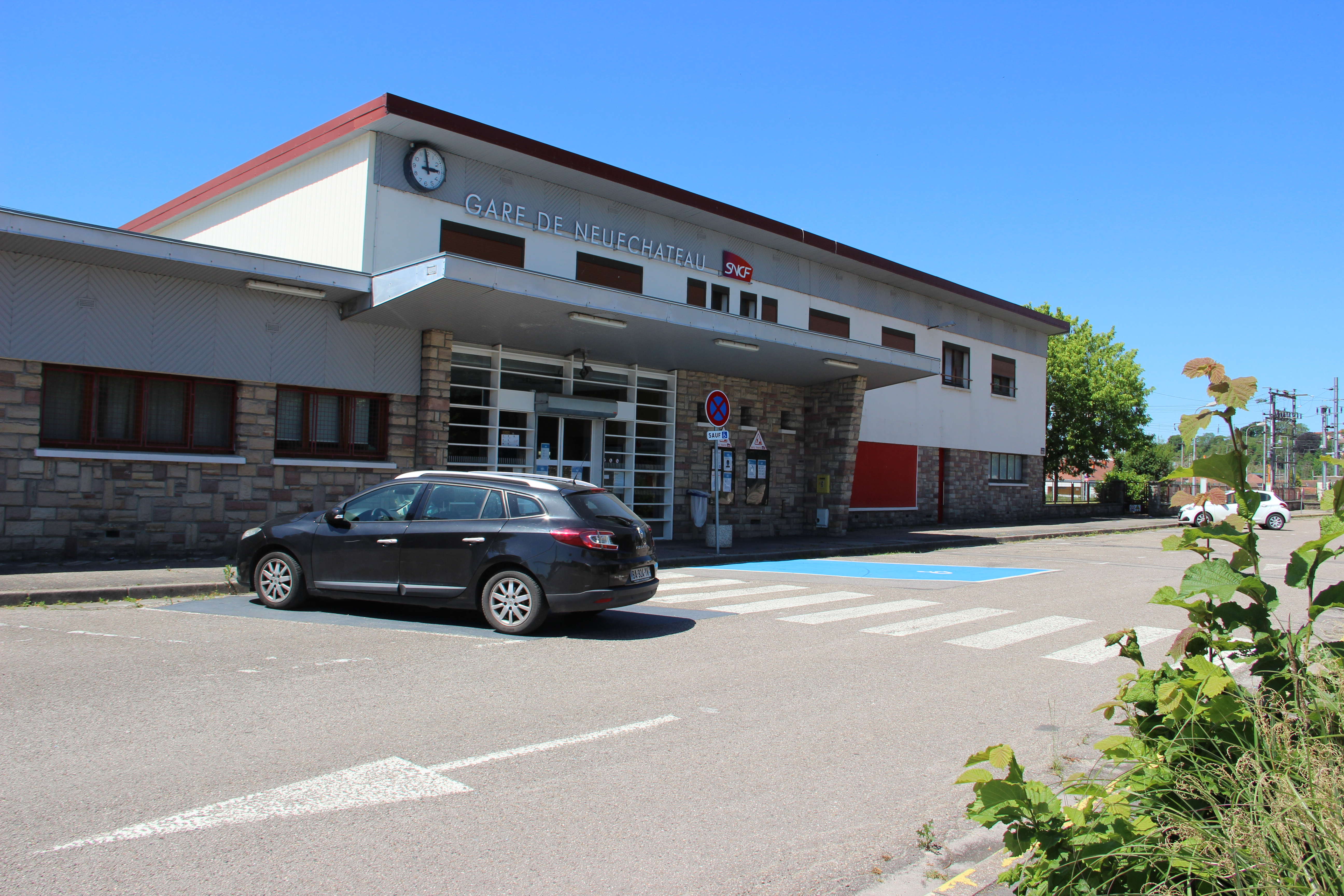
Gare de Neufchâteau.

- Fluo Grand Est.

#### Lignes SNCF
- Gare de Neufchâteau
- Gare de Contrexéville
- Gare de Vittel

#### Transports aériens
- L'Aéroport d'Épinal-Mirecourt « Vosges Aéroport ».

À partir de l'été 2021, l’aéroport d’Épinal-Mirecourt est devenu le "pélicandrome" de la Zone Est et servira ainsi de base de ravitaillement et d’intervention pour les avions bombardiers d’eau connus sous le nom de Dash 8.
- Aéroport de Nancy-Essey.

## Toponymie
Le village a toujours porté le nom de Saint-Paul attesté sous les formes Sancto Paulo (Xe siècle) ; Sainct Pol (1281) ; Saint Poul (1322) ; Sainct Paul (1572).

Saint-Paul est un hagiotoponyme qui ferait référence à Paul de Verdun.

## Histoire
Au XVIIIe siècle, les seigneurs de Saint-Paul étaient, avec le duc de Lorraine, le sire de Mauléon et le baron de Dommartin.
En 1751 Saint Paul relevait du bailliage de Neufchâteau.
Le 12 mai 1682, il y eut un grand trembelement de terre, noté par le curé dans le registre paroissial.
Les archives paroissiales remontent à 1655.
Une histoire de la commune avant 1789 est relatée dans la monographie de l'instituteur Bergeron en 1889.

## Lieux et monuments
- Église Saint-Paul[21] et sa cloche de 1781[22]. Une ancienne église romane aurait été consacrée en 1181. Elle fut réparée en 1750 et une sacristie fut construite. Tout cela est noté par le curé Jacques Mourot en date du 1er octobre 1750. La chaire à prêcher a été faite en 1753[23].
- Les cloches de Saint-Paul  :le 26 mai 1676 fût bénite une cloche de 368 livres[24]. Le 23 novembre 1781 furent baptisées trois cloches. Le 16 frimaire an II, la petite et la moyenne cloche furent conduites à Neufchâteau par Sébastien Lhuillier, probablement sur réquisition de l’administration. Ainsi, en 1889, il ne reste qu’une cloche[20]. C'est la cloche actuelle inventoriée.
- Patrimoine rural recensé par le service régional de l'Inventaire général du patrimoine culturel[25].
- Monument aux morts[26],[27].

## Politique et administration
| Période                                  | Période                       | Identité          | Étiquette | Qualité |
| ---------------------------------------- | ----------------------------- | ----------------- | --------- | ------- |
| Les données manquantes sont à compléter. |                               |                   |           |         |
| avant 1988                               | ?                             | Michel Thiébaut   |           |         |
| juin 1995                                | mars 2020                     | Robert Grandidier |           |         |
| mars 2020                                | En cours (au 24 janvier 2025) | Sandra Sommier    |           | [ 28 ]  |

### Budget et fiscalité 2023

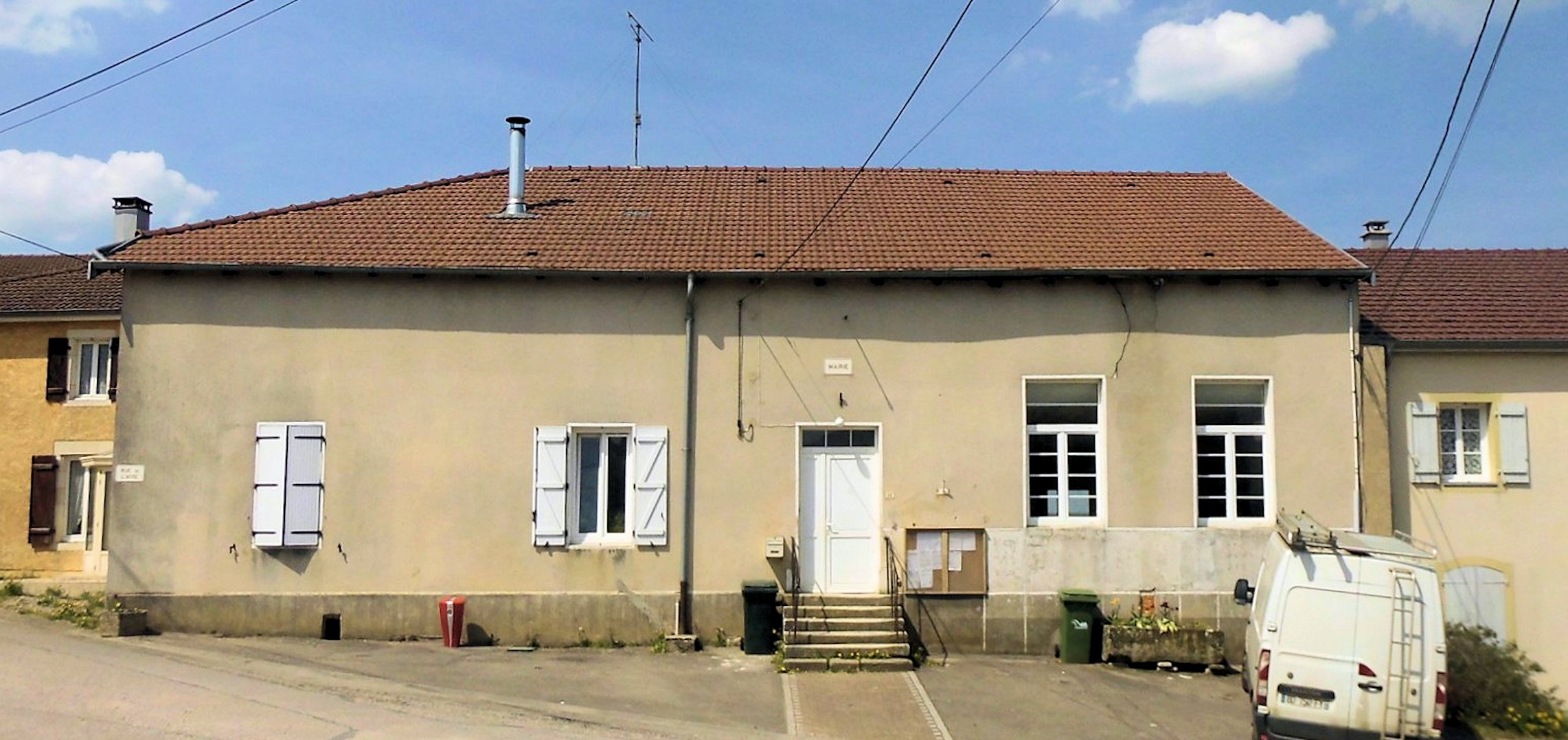
La mairie.

En 2023, le budget de la commune était constitué ainsi :
- total des produits de fonctionnement : 149 000 €, soit 926 € par habitant ;
- total des charges de fonctionnement : 110 000 €, soit 682 € par habitant ;
- total des ressources d'investissement : 12 000 €, soit 77 € par habitant ;
- total des emplois d'investissement : 28 000 €, soit 175 € par habitant ;
- endettement : 76 000 €, soit 473 € par habitant.

Avec les taux de fiscalité suivants :
- taxe d'habitation : 22,37 % ;
- taxe foncière sur les propriétés bâties : 40,93 % ;
- taxe foncière sur les propriétés non bâties : 29,57 % ;
- taxe additionnelle à la taxe foncière sur les propriétés non bâties : 0,00 % ;
- cotisation foncière des entreprises : 0,00 %.

Chiffres clés Revenus et pauvreté des ménages en 2021 : médiane en 2021 du revenu disponible, par unité de consommation : 20 900 €.

## Économie

### Entreprises et commerces

#### Commerces
- Commerces et services de proximité[31].

## Population et société

### Démographie

#### Évolution démographique
L'évolution du nombre d'habitants est connue à travers les recensements de la population effectués dans la commune depuis 1793. Pour les communes de moins de 10 000 habitants, une enquête de recensement portant sur toute la population est réalisée tous les cinq ans, les populations de référence des années intermédiaires étant quant à elles estimées par interpolation ou extrapolation. Pour la commune, le premier recensement exhaustif entrant dans le cadre du nouveau dispositif a été réalisé en 2006.

En 2022, la commune comptait 148 habitants, en évolution de −2,63 % par rapport à 2016 (Vosges : −2,96 %, France hors Mayotte : +2,11 %).
| 1793 | 1800 | 1806 | 1821 | 1831 | 1836 | 1841 | 1846 | 1856 |
| ---- | ---- | ---- | ---- | ---- | ---- | ---- | ---- | ---- |
| 242  | 292  | 305  | 280  | 271  | 260  | 261  | 251  | 214  |

| 1861 | 1866 | 1876 | 1881 | 1886 | 1891 | 1896 | 1901 | 1906 |
| ---- | ---- | ---- | ---- | ---- | ---- | ---- | ---- | ---- |
| 223  | 204  | 192  | 173  | 192  | 189  | 185  | 176  | 156  |

| 1911 | 1921 | 1926 | 1931 | 1936 | 1946 | 1954 | 1962 | 1968 |
| ---- | ---- | ---- | ---- | ---- | ---- | ---- | ---- | ---- |
| 148  | 136  | 133  | 137  | 125  | 131  | 126  | 106  | 101  |

| 1975 | 1982 | 1990 | 1999 | 2006 | 2011 | 2016 | 2021 | 2022 |
| ---- | ---- | ---- | ---- | ---- | ---- | ---- | ---- | ---- |
| 106  | 119  | 123  | 120  | 137  | 133  | 152  | 154  | 148  |

### Enseignement
Établissements d'enseignements :
- Écoles maternelles et primaires à Rainville, Houécourt, Gironcourt-sur-Vraine, La Neuveville-sous-Châtenois, Châtenois.
- Collèges à Châtenois, Mandres-sur-Vair, Neufchâteau, Vittel.
- Lycées à Mandres-sur-Vair, Neufchâteau, Contrexéville.

### Santé
Professionnels et établissements de santé :
- Médecins à Gironcourt-sur-Vraine, Châtenois, Vicherey, Bulgnéville, Neufchâteau, Vittel.
- Pharmacies à Gironcourt-sur-Vraine, Châtenois, Vicherey, Bulgnéville, Neufchâteau, Vittel.
- Hôpitaux à Neufchâteau, Vittel, Mirecourt, Mattaincourt, Ville-sur-Illon.

### Cultes
- Culte catholique, Paroisse Saint-Paul-en-Vôge[38], Diocèse de Saint-Dié.

## Personnalités liées à la commune
- Médaillés de Sainte-Hélène : Paul Merlin Gégin[39]; Paul Gérard[40]; Nicolas Colson[41]; Joseph Aubert[42].

## Pour approfondir